# Slag bij Ane

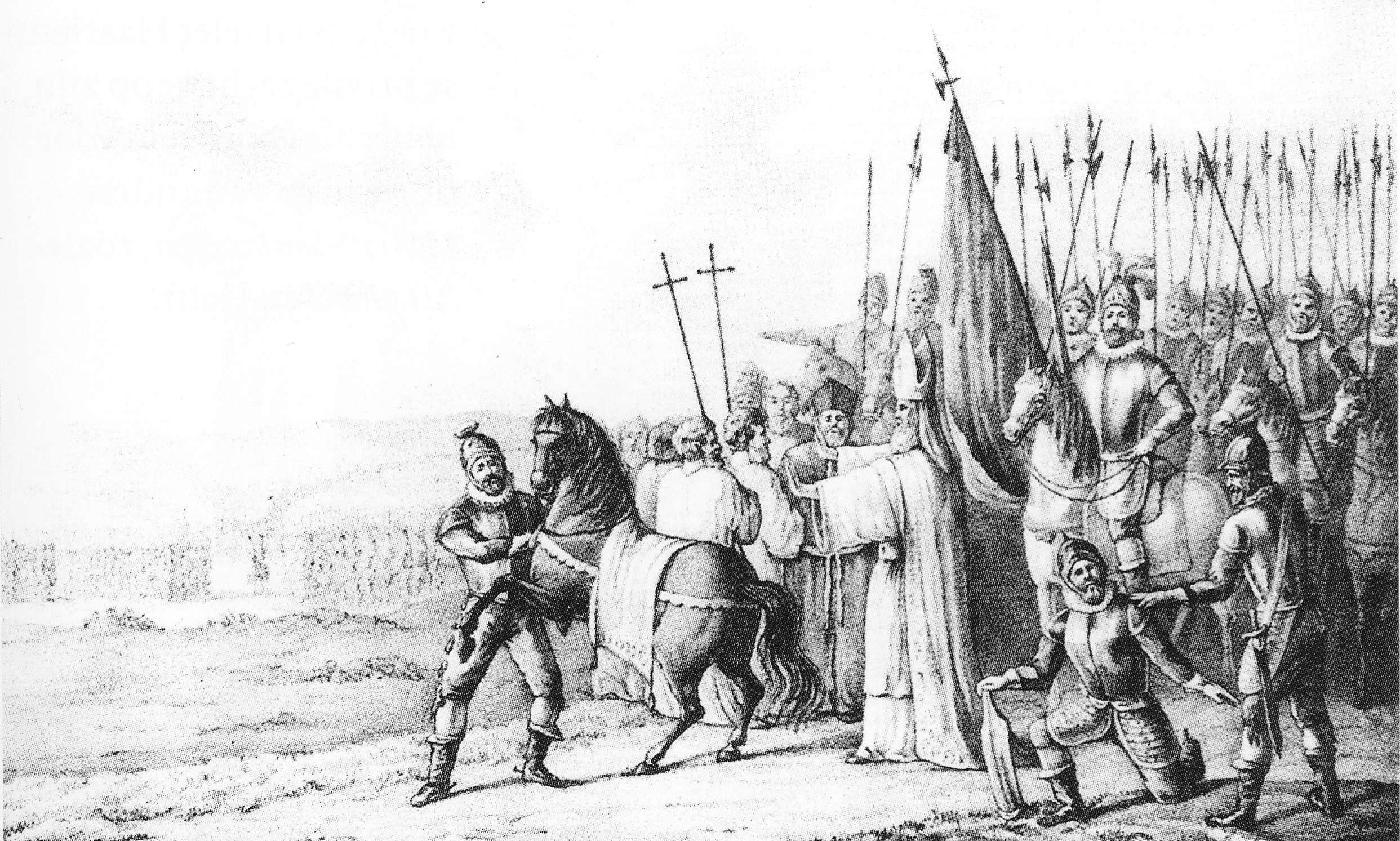
Otto II van Lippe spreekt de banvloek uit over Rudolf van Coevorden.

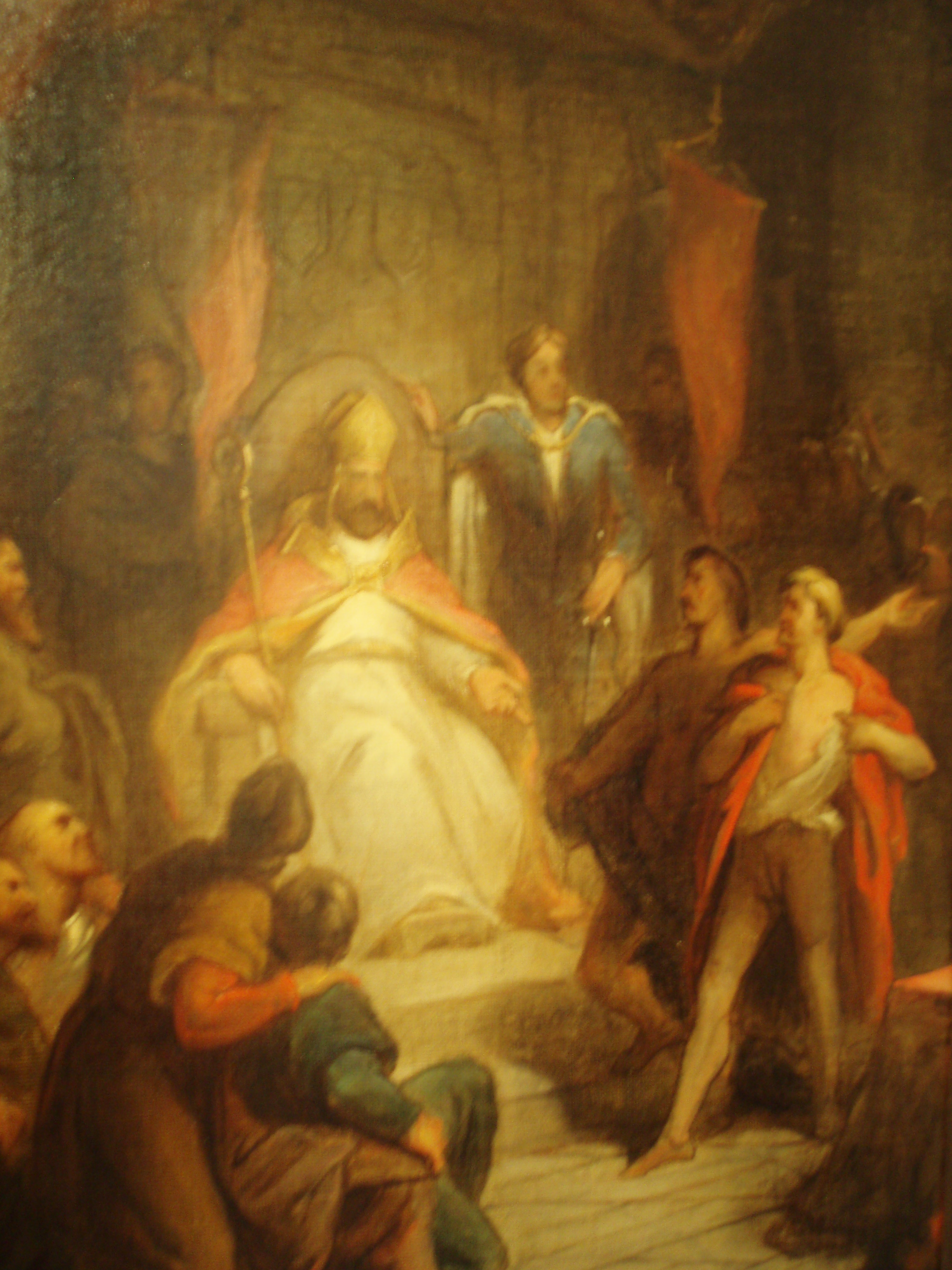
De heren van Gelre en Amstel tonen hun wonden aan bisschop Wilbrand van Oldenburg (Frederik Zürcher, 1825-1876).

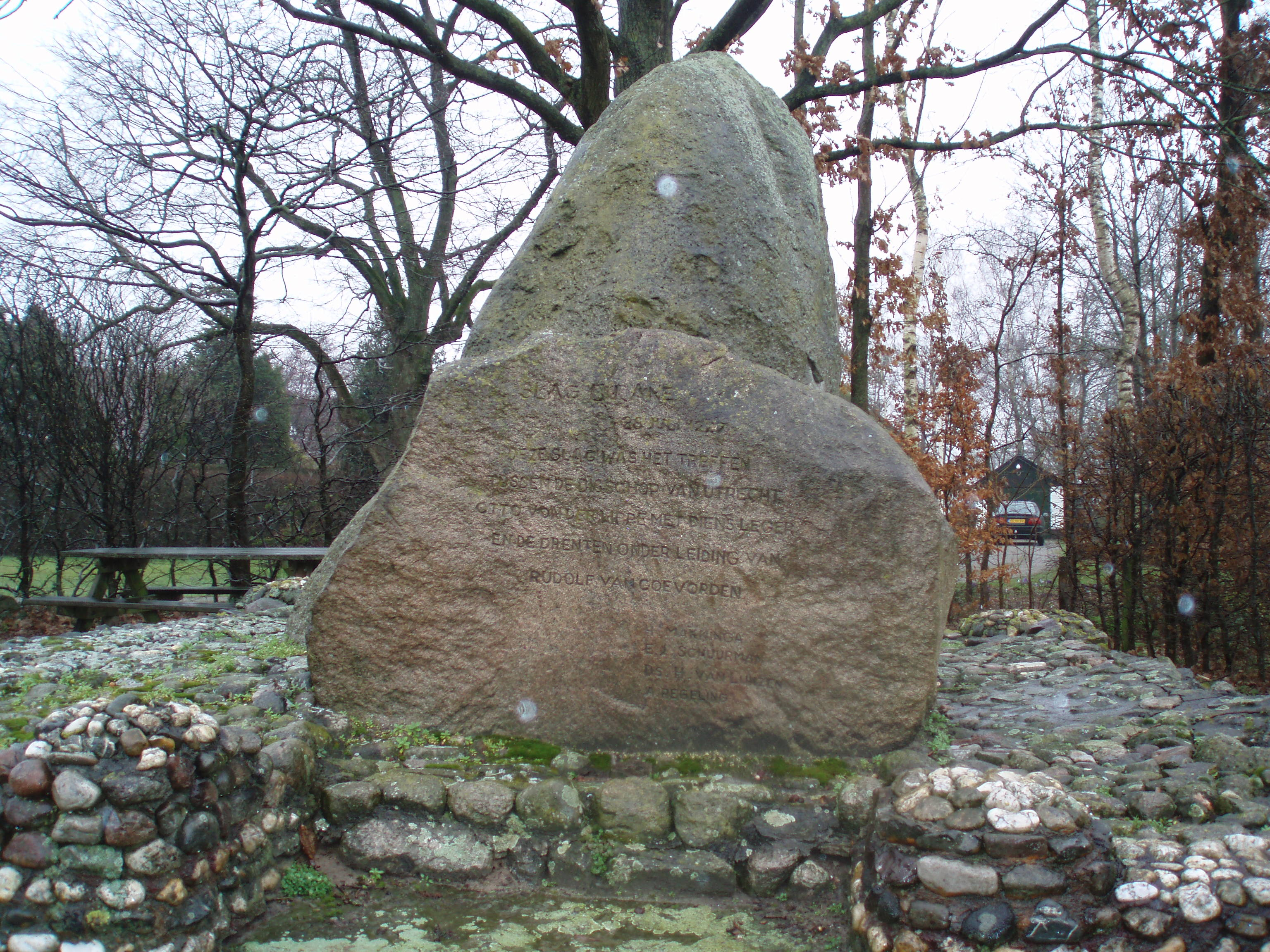
Monument in Ane ter nagedachtenis aan de slag.

De Slag bij Ane was een veldslag in 1227 tussen een ridderleger van de bisschop van Utrecht, Otto van Lippe, en de troepen van burggraaf van Coevorden, Rudolf II van Coevorden. Laatstgenoemde werd gesteund door Drentse boeren. De Drenten wisten het leger van de bisschop te verslaan, waarbij de bisschop zelf sneuvelde. De slag wordt beschreven in de zogenaamde Narracio uit 1232.

## Achtergrond
Vanaf het midden van de 11e eeuw kregen de bisschoppen van Utrecht gebieden in Drenthe, Overijssel en de stad Groningen in leen van de Duitse keizer. Deze gebieden maakten sindsdien deel uit van het Sticht Utrecht. Als vertegenwoordiger van de bisschop werd onder meer in Groningen en Coevorden een prefect aangesteld. Oorspronkelijk was dat een ambtenaar, maar bisschop Hartbert van Bierum gaf halverwege de 12e eeuw beide functies in erfelijke leen aan zijn broers Leffard (Groningen) en Ludolf (Coevorden). Daarmee verkregen deze een eigen machtsbasis.
De zoon van Ludolf, Rudolf I van Coevorden, kwam daarbij snel in conflict met zijn formele heer, de bisschop. Rudolf probeerde zijn macht uit te breiden door zich te bemoeien met de opvolging van Leffard in Groningen. In eerste instantie dolf Rudolf het onderspit tegen de bisschop en verloor hij het kasteel in Coevorden. In 1191 wist hij zijn rechten te herwinnen. Zijn opvolger, Rudolf II van Coevorden, zette dezelfde politiek voort en verbond zich met de Gelkingen, de tegenstanders van Egbert, de prefect van Groningen. De macht van de bisschop van Utrecht was te gering om hier veel tegen te doen.
Toen in 1216 Otto van Lippe tot bisschop werd benoemd keerde het tij. Anders dan zijn voorgangers was Otto bereid zijn macht te laten gelden. Hij liet Rudolf II weten geen genoegen te nemen met diens aanspraken in Groningen. Toen Rudolf het besluit van de bisschop openlijk tegensprak, leek een oorlog onvermijdelijk.
Het conflict tussen Rudolf en de bisschop is op zich geen bijzonder conflict in die tijd, conflicten tussen leenheer en vazal zijn eerder regel dan uitzondering. Het bijzondere in het conflict is dat Rudolf gesteund wordt door een legertje van Drentse boeren. De reden van het verzet van de Drenten is niet duidelijk. Wellicht was het verzet tegen een poging van de bisschop om meer inkomsten uit de provincie te genereren maar zeker is dat niet.

## De slag
Op 28 juli 1227, een hete zomerdag, ontmoetten de troepen van de bisschop van Utrecht, Otto van Lippe, een grote groep opstandige Drenten onder leiding van Rudolf II van Coevorden op een veld in de buurt van het huidige dorp Ane. De precieze locatie van de slag is niet bekend, sommigen menen bij Ane, andere bronnen menen dat de slag iets meer naar het noordoosten, in het dal van de Kleine Vecht, plaatsvond. Volgens de oudste bron, de Narracio, bevonden beide legers voordat de slag ontbrandde zich een halve mijl van elkaar. De legers werden gescheiden door een moeras zonder enige begroeiing. Dit zou wijzen op een beurtelings drijvende of soms droogliggende veenlaag, afhankelijk van de heersende waterstanden in de nabij gelegen Vecht. Deze veensoort kon ontstaan onder invloed van sterk wisselende waterstanden. Naar het zich laat aanzien is dit het gebied ten noordoosten van Ane, gelegen tussen twee zandhoogtes en die doorsneden wordt door een stuwdijk. Dit gebied voldoet als enige aan de omschrijving als omschreven in de Narracio. In de latere middeleeuwen is hier een stuwdijk aangelegd om de sterk wisselende waterstanden te regelen. Deze dijk was ooit van drie overlaten voorzien.
De bisschop was naar deze zuidgrens van Drenthe gegaan om het opstandige Drenthe tot de orde te roepen. Hij had hiervoor een groot aantal krijgsheren opgeroepen, versterkt met een aantal krijgsscharen van de bisschoppen van Münster en Keulen. Dit leger werd door middel van boten over de nabije Vecht bevoorraad. Het vaandel met Sint-Martinus, de schutspatroon van Utrecht, werd gedragen door ridder Roelof van Goor.
Het leger van de Drenten bestond merendeels uit lichtbewapend Drents landvolk en bendes onder leiding van Rudolf met onder andere het leger dat net was teruggekeerd van het door hen bezette Groningen. In de Narracio wordt vermeld dat aan de zijde van de Drenten ook vrouwen hebben meegevochten. De Drenten die wisten dat zij met hun grotendeels ongeoefende legertje een slag in open veld tegen zo'n zwaar uitgerust leger nooit zouden kunnen winnen, lokten welbewust een gewapend treffen uit in een moerassig gebied, later bekend als de Mommenriete.
De paarden van het bisschoppelijke leger zakten in de zompige grond weg en de ridders met hun zware harnassen konden zich hier niet op eigen kracht uit redden. Toen de zwaar geharnaste ridders op hun paarden begonnen weg te zinken in het stinkende moeras vielen de Drenten aan. Met pijlen, speren, messen en knotsen maakten ze korte metten met de vijand. Vrijwel het gehele bisschoppelijke leger, waaronder vele beroemde edelen zoals de kruisvaarder Berend van Horstmar, werd hierbij genadeloos afgemaakt.
Bisschop Otto had het ongeluk gevangengenomen te worden, waarna hij werd gescalpeerd en gekeeld. Voor de Drentse "onmensen" (zoals ze in de kerkelijke kroniek genoemd werden) was zijn getonsuurde hoofdhuid waarschijnlijk een luguber tastbaar bewijs dat de trotse kerkheer echt dood was. Later werd zijn zwaar verminkte lijk gevonden en naar de Utrechtse dom gebracht waar het met alle eer begraven werd.

## Na de slag
De opvolger van Otto II, Wilbrand van Oldenburg, heroverde Drenthe vervolgens op 14 oktober 1228. Op 30 augustus 1229 wist Rudolf Coevorden echter weer in te nemen.
In 1230 zag Rudolf echter in dat hij op den duur tegen de bisschop geen stand zou houden. Hij besloot zich te onderwerpen. De bisschop ging hierop in en vroeg Rudolf hem te ontmoeten in het kasteel Hardenberg. Rudolf begaf zich samen met zijn vriend Hendrik van Gravesdorp (uit Grasdorf in Bentheim) naar Hardenberg. In plaats van naar zijn rang en stand te worden ontvangen werd hij gevangengenomen, gemarteld en uiteindelijk vermoord op 25 juli 1230.
Vervolgens riep bisschop Wilbrand van Oldenburg de Friezen op om samen met hem tegen de opstandige Drenten te vechten en dit leidde tot de Fries-Drentse oorlog in 1231-1232. Nadat het de Friezen was mislukt, lukte het Wilbrand alsnog zijn doel te bereiken en versloeg hij de Drenten een jaar later bij Peize. Naar aanleiding van de slag bij Ane bouwde hij de burcht Hardenberg. Uit erkentelijkheid voor de hulp bij de bouw werden aan Zwolle stadsrechten verleend.
Deze veldslag en de gevolgde tactiek heeft veel overeenkomsten met de Guldensporenslag in het graafschap Vlaanderen.

### Monument
Op 29 juli 1967 is er bij Ane een monument ter herinnering aan de slag opgericht. Het monument bestaat uit een aantal zwerfkeien met een opschrift in het Drents: Slag bi'j Aone, 28 juli 1227, zie vocht'n ok veur oenze vri'jheid.

## Aanvoerders
- Gerard III van Gelre, graaf van Gelre, gewond, gevangengenomen en weer vrijgelaten
- Gijsbrecht II van Amstel, heer van Amstel en bisschoppelijke dedingsman in 1225, gevangengenomen en weer vrijgelaten
- Otto van Lippe, bisschop van Utrecht, gesneuveld
- Diederik van Lippe, proost van Deventer en Oldenzaal, broer van bisschop Otto, gestorven in gevangenschap
- Berend van Horstmar, kruisridder, deelnemer aan de slag bij Bouvines van 27 juli 1214, gesneuveld
- Rudolf, graaf van Goor, banierdrager van het Sticht Utrecht
- Diederik VI van Kleef, graaf van Kleef
- Boudewijn I van Bentheim, graaf van Bentheim en burggraaf van Utrecht
- Engelbert van Groningen, heer van Groningen, dedingsman van de bisschop van Utrecht
- Egbert van Groningen, ambtman van Groningen

## Slachtoffers
Onbekend is hoeveel slachtoffers er zijn gevallen aan de zijde van Rudolf II van Coevorden. Aan de zijde van de bisschop stierven meer dan 400 manschappen, waaronder vele vooraanstaande personen:
- Otto van Lippe, bisschop van Utrecht
- Diederik van Lippe, proost van Deventer en Oldenzaal, broer van bisschop Otto (na gevangenneming)
- Berend van Horstmar, kruisridder
- Lambertus van Nettelhorst
- Herman IV van Woerden

Willem Nagge vermeldt in zijn zeventiende-eeuwse kroniek Historie van Overijssel nog bijna 140 andere namen van lagere edellieden. Hij baseerde die lijst op een handgeschreven kroniek.

## Wetenschappelijk onderzoek
Naar de Slag bij Ane is nooit serieus wetenschappelijk onderzoek gedaan. Daar komt anno 2025 verandering in. De Stichting Overstichtse Oorlogen, opgericht in 2023, onderzoekt met Nederlandse en Duitse historici en archeologen waar de slag precies plaatsvond, wie er meevochten en wat er op het spel stond.
Er wordt gekeken naar het slagveld zelf, maar ook naar het kampement van het bisschoppelijke leger, dat vermoedelijk wekenlang bij de Vecht stond. Die plek biedt volgens de onderzoekers de meeste kans op vondsten, zoals resten van kampvuren of gebruiksvoorwerpen.
Ook het beeld dat vooral boeren tegenover bisschoppelijke ridders stonden, wordt ter discussie gesteld. Er zouden aan Drentse zijde ook edelen en ridders hebben meegevochten. Mogelijk speelde de opstand zich af in een groter conflict, waarin de macht over Drenthe en Groningen centraal stond. De bisschop excommuniceerde Rudolf van Coevorden nog vóór de slag, wat duidt op bemoeienis van hogerhand, misschien zelfs uit Rome.
Als wraak op de nederlaag in 1227 viel Utrecht in 1228 Drenthe binnen en legde de provincie zware straffen op, waaronder de bouw van twee kloosters. Eén daarvan, Mariënkamp bij Coevorden, groeide later uit tot het klooster Maria in Campis – de kiem van de latere stad Assen.
De onderzoekers hopen rond het 800-jarig jubileum in 2027 met hun conclusies te komen.